# Stefan Dziedzic
Stefan Jerzy Dziedzic (* 15. Oktober 1927 in Zakopane; † 30. Juli 2006 ebenda) war ein polnischer nordischer und alpiner Skisportler. Er war Mitglied der Polska Zjednoczona Partia Robotnicza und von 1980 bis 1985 Abgeordneter des in der Volksrepublik Polen machtlosen Sejm.

## Werdegang
Dziedzic begann nach dem Zweiten Weltkrieg mit dem Skisport und erwies sich dabei schnell als einer der vielfältigsten Skisportler Polens. Im Alter von 18 Jahren wurde er bereits sowohl in der Nordischen Kombination als auch im 18 km-Skilanglauf polnischer Vizemeister. Wenige Wochen später im März gewann er bei der ersten Austragung die Gesamtwertung des Czech-Marusarzówna-Memorial in Zakopane. Dabei flossen Ergebnisse aus dem Skispringen, Skilanglauf, Slalom und der Abfahrt in die Wertung mit ein. Auch in den folgenden Jahren präsentierte er sich beim Memorial in herausragender Form und gewann insgesamt dreimal die Gesamtwertung, zweimal den 18 km-Skilanglauf sowie einmal den Wettbewerb in der alpinen Kombination. Auch bei den polnischen Meisterschaften gewann er im Laufe seiner Karriere den Meistertitel in der Nordischen Kombination, dem Skilanglauf sowie in der Abfahrt und alpinen Kombination.
Mit diesen nationalen Erfolgen im Rücken wurde Dziedzic in die polnische Delegation für die Olympischen Winterspiele 1948 im Schweizer St. Moritz nominiert und trat in den nordischen Disziplinen an. In der Nordischen Kombination wurde er Zwanzigster, wohingegen es im Langlauf über die Kurzdistanz nur zu Rang 38 reichte. Gemeinsam mit Józef Daniel Krzeptowski, Stanisław Bukowski und Tadeusz Kwapień belegte er den zehnten Platz in der 4 × 10-km-Staffel. Unter anderem aufgrund einer Herzmuskelverletzung wurde ihm 1949 vom Ski Nordisch abgeraten, sodass er zum Ski Alpin wechselte. Da er auch hier zur nationalen Spitze gehörte, nahm er auch an den Olympischen Winterspielen 1952 in Oslo teil. Sein bestes Ergebnis erzielte er als 29. in der Abfahrt.
Als Absolvent der Wirtschaftsuniversität Krakau, an der er 1963 einen Master in Wirtschaftswissenschaften erhielt, war er zur Teilnahme an den akademischen Weltwinterspielen berechtigt. Bereits bei seiner ersten Teilnahme 1947 in Davos konnte er im 4×8-km-Langlauf gemeinsam mit der Staffel einen Titel einfahren, ehe er zwei Jahre später in Špindlerův Mlýn unter anderem den Wettbewerb in der Nordischen Kombination auch im Einzel gewann. Insgesamt gewann er zwischen 1947 und 1953 zwölf Medaillen bei dem Vorläufer der Universiade, davon sechs Goldmedaillen.
Bei den Olympischen Winterspielen 1956 war Dziedzic bereits nicht mehr als aktiver Sportler dabei, sondern reiste als Trainer der polnischen Skirennfahrerinnen nach Cortina d’Ampezzo. Auch bei den Olympischen Winterspielen 1964 in Innsbruck war er als Trainer Teil der Delegation Polens.
Zwischen dem 2. April 1980 und dem 31. Juli 1985 vertrat Dziedzic den 43. Bezirk in Nowy Sącz im polnischen Parlament. In der Sejm gehörte er unter anderem dem Ausschuss für Außenhandel an. Er war Teil der marxistisch-leninistischen Fraktion der Polnischen Vereinigten Arbeiterpartei. Zuvor war er bereits im Stadtkomitee der Partei in Zakopane politisch aktiv.
Nach seinem Tod im Jahr 2006 wurde er auf dem Neuen Friedhof in Zakopane beigesetzt.

## Teilnahmen an Olympischen Winterspielen
| Jahr und Ort    | Einzel NK | 18 km | Staffel | Abfahrt | Riesenslalom | Slalom |
| --------------- | --------- | ----- | ------- | ------- | ------------ | ------ |
| 1948 St. Moritz | 20.       | 38.   | 10.     | –       | –            | –      |
| 1952 Oslo       | –         | –     | –       | 29.     | 38.          | 71.    |

## Auszeichnungen
- Goldenes Verdienstkreuz der Republik Polen
- Medal 30-lecia Polski Ludowej
- Medaille der Nationalen Bildungskommission
- Verdienter Meister des Sports
- und weitere